# Теплобетонная
Теплобето́нная — платформа Ириновского направления Октябрьской железной дороги. Расположена на однопутном участке линии Мельничный Ручей — Невская Дубровка между платформами Чёрная Речка и 37-й километр, во Всеволожском районе Ленинградской области.

## История
Железнодорожная линия от станции Петрокрепость до станции Невская Дубровка была сооружена в 1929 году. В 1932 году на ней была сооружена платформа Теплобетонная, где готовили из доставленного по железной дороге бетона и добытого неподалёку песка бетон и переправляли на другой берег Невы для строительства Дубровской ГРЭС, железнодорожный путь к которой ещё строился.
Во время блокады Ленинграда благодаря своему расположению близко к берегу Невы остановочный пункт стал местом переброски войск и снабжения на Невский пятачок — войска и грузы прибывали сюда по железной дороге, после чего погружались в лодки или переправлялись по льду.
В 1967 году была проведена электрификация участка до Невской Дубровки, первый электропоезд прибыл на платформу 25 октября 1967 года.
На 1981 год на платформе осуществлялась продажа билетов на пригородные поезда без проведения багажных операций.
8 мая 2015 года в преддверии празднования 70-летия Победы возле платформы был открыт мемориал, увековечивающий память захороненных здесь советских солдат.

## Описание
Остановочный пункт Теплобетонная находится во Всеволожском районе Ленинградской области на линии Мельничный Ручей — Невская Дубровка Октябрьской железной дороги. Остановочный пункт устроен на однопутном перегоне и имеет одну боковую высокую платформу, перегон электрифицирован постоянным током напряжением 3 кВ. Сохранились остатки павильона билетной кассы и ограждений платформы. Из-за низкого пассажиропотока, так как вокруг расположен густой лес, электропоезда часто проезжают платформу без остановки или останавливаются по требованию.
От южного конца платформы, в восточном направлении к Неве, начинается лесная дорога, ведущая к братскому захоронению защитников Невского пятачка. Там же находится памятник в честь героя-пограничника А. Д. Гарькавого (до 1987 года там находилась и могила Гарькавого, но затем он был перезахоронен в Светогорске).

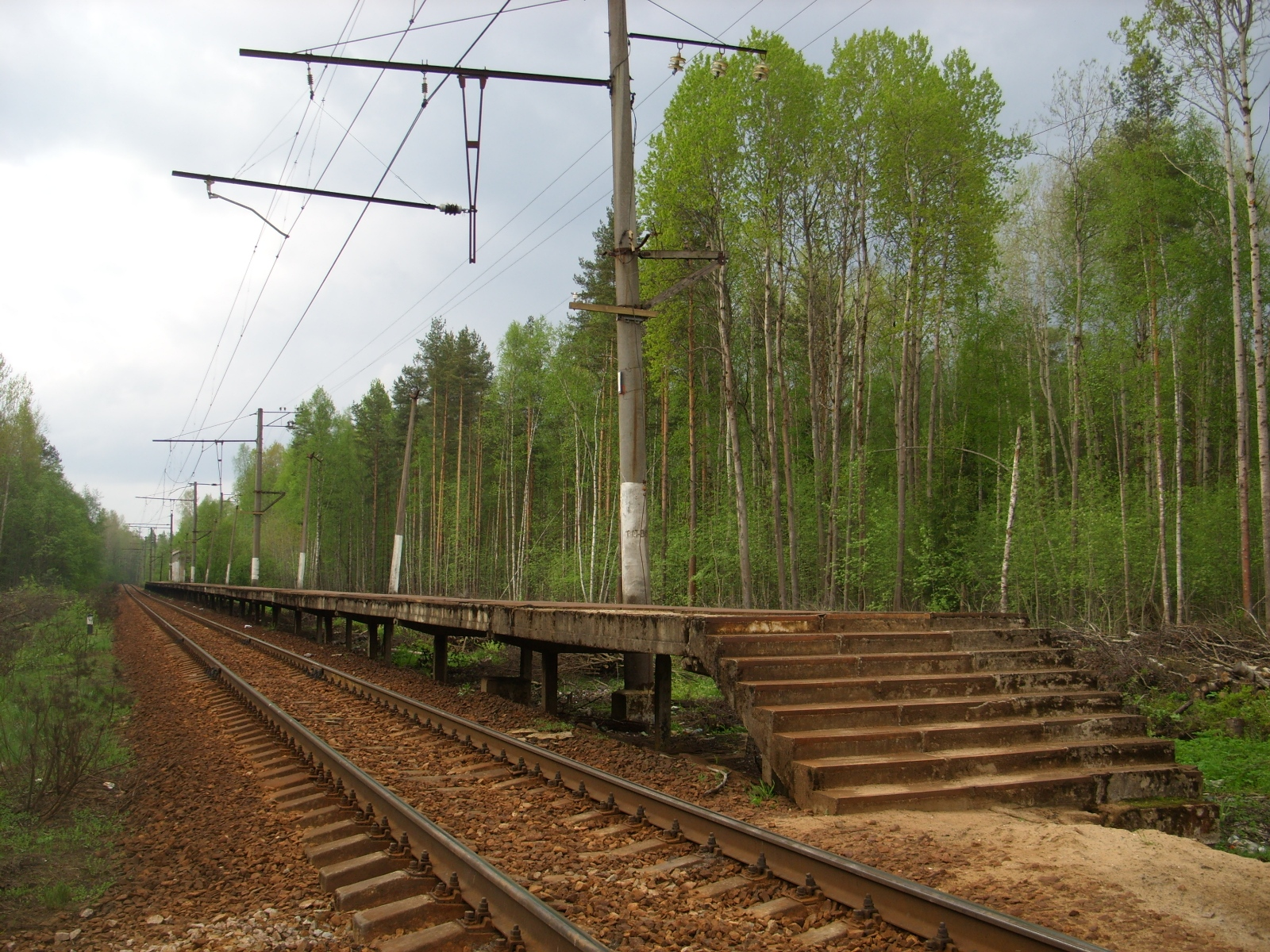
Платформа, вид в сторону ст. Невская Дубровка
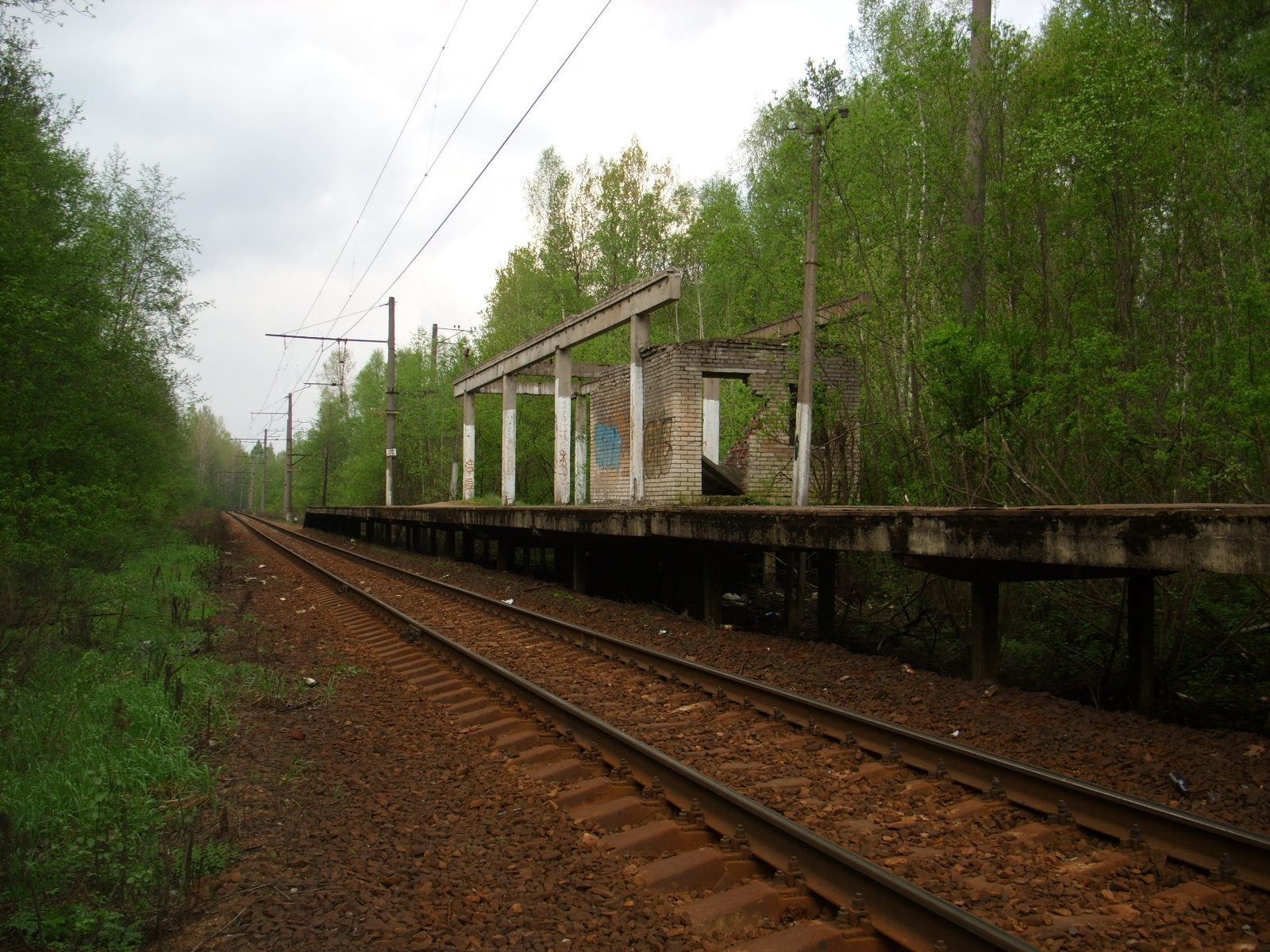
Полуразрушенный навес